# Zapteryx xyster
Zapteryx xyster es una especie de peces de la familia Rhinobatidae en el orden de los Rajiformes.

## Reproducción
Es ovíparo.

## Distribución geográfica
Se encuentra en las  costas del Pacífico oriental: Colombia y Panamá.

## Hábitat
Es una especie asociada a los arrecifes de coral.